# كالفين إل. ستيفنز
كالفين إل. ستيفنز (بالإنجليزية: Calvin L. Stevens)‏ هو كيميائي أمريكي، ولد في 3 نوفمبر 1923 في إدوردسفيل في الولايات المتحدة، وتوفي في 26 نوفمبر 2014 في آن آربر في الولايات المتحدة.